# Community (film)
Community è un film horror del 2012 diretto da Jason Ford. Il film esplora temi di isolamento e violenza in una comunità inquietante.

## Trama
La storia ruota attorno a due studenti di cinema, Isabelle e Will, che decidono di fare un documentario su una comunità isolata e degradata chiamata "The Draymen Estate". I due si avventurano nel quartiere per scoprire storie sugli abitanti e il loro stile di vita. Tuttavia, ben presto si rendono conto che la comunità nasconde oscuri segreti e che gli abitanti sono estremamente ostili verso gli estranei. Isabelle e Will si trovano a dover lottare per la loro sopravvivenza quando la comunità si rivela molto più pericolosa di quanto avessero immaginato.

## Temi e stile
Community si distingue per il suo approccio cupo e realistico, trattando temi come la disintegrazione sociale e la violenza. Il film è carico di suspense e mantiene un'atmosfera tesa e minacciosa per tutta la durata. La rappresentazione di una comunità che vive al di fuori delle norme sociali accettate esplora le dinamiche del potere e la paranoia.

## Produzione
Il film è stato girato in varie location nel Regno Unito, con un'enfasi particolare su ambientazioni urbane degradate per sottolineare il senso di isolamento e pericolo.

## Accoglienza
Community ha ricevuto recensioni miste. Alcuni spettatori hanno apprezzato la tensione costante e l'atmosfera inquietante, mentre altri hanno criticato la mancanza di originalità e la prevedibilità della trama. Tuttavia, il film è riuscito a trovare il suo pubblico tra gli appassionati di horror indipendenti.